# Palestine Investment Conference
Die Palestine Investment Conference dient der Stärkung der Wirtschaft der palästinensischen Autonomiegebiete und soll einen zukünftigen palästinensischen Staat unterstützen. Sie fand in Bethlehem im Jahr 2008 und 2010 statt. Die Konferenz wird veranstaltet von Mahmud Abbas und Salam Fayyad. Im Jahr 2008 nahm auch Tony Blair teil. Im Jahr 2010 wurde die US-Delegation von George J. Mitchell geleitet.
Die Konferenz 2008 war auf große Entwicklungsprojekte konzentriert. Ein Ergebnis ist die geplante Stadt Rawabi. Die Konferenz 2010 war auf kleine und mittlere Unternehmen konzentriert.